# Farnborough (Warwickshire)
Farnborough – wieś w Anglii, w hrabstwie Warwickshire. Leży 69 km na północ od miasta Warwick i 167 km na północny zachód od Londynu.